# Mens (Tolkien)
De Mensen (Engels: Men) zijn in de werken van J.R.R. Tolkien een van de vele voorkomende hominide rassen. Andere belangrijke rassen zijn de Elfen en de Dwergen.

## Oorsprong
De Mensen zijn de jongste Kinderen van Ilúvatar, de Ene God. Deze creëerde als eerste de Elfen, die de Eerstgeborenen werden genoemd. Nadat de Elfen in Cuiviénen waren ontwaakt en westwaarts richting Valinor waren getrokken, ontwaakten in het verre oosten van Midden-aarde de Mensen. Zij togen later ook naar het westen. Toen de Elfen en de Mensen elkaar ontmoetten werden de mensen door de Elfen het Tweede Volk (Quenya: Atani) (Sindarijns: Edain) genoemd. Later reserveerden de Elfen deze benaming voor die Mensen die hen gunstig gezind waren.
Niet alle Mensen trokken even ver westwaarts. De Mensen die het vriendelijkst tegenover de Elfen waren, trokken het verst naar het westen en gingen in Beleriand in hun midden wonen en stichtten daar kleine koninkrijkjes. Andere groepen Mensen bleven in Eriador, langs de Anduin en nog verder oostwaarts wonen. De Mensen worden in Tolkiens werken beschreven als wezens die gemakkelijk tot kwaad en ondeugd te verleiden zijn. Daarom dienden veel Mensen die ver van de Elfen woonden vrijwillig Morgoth en later ook Sauron.

## Groepen
De verschillende migratiegolven alsmede de betrekkingen met respectievelijk de Elfen en Morgoth (en later Sauron) hebben tot een verdeling van de Mensen in een veelvoud van groeperingen geleid.

### Edain
Hoewel deze Sindarijnse benaming oorspronkelijk op alle Mensen betrekking had werd deze later door de Elfen tot de hen welgezinde Mensen beperkt. De Edain vormden de voorhoede van de Menselijke migratie naar het westen en betraden als eerste Beleriand. Zij waren in drie huizen verdeeld:
- het Huis van Bëor, het eerste huis, geleid door Bëor de Oude.
- het Huis van Haleth, het tweede huis, geleid door Haldad en later door diens dochter Haleth en naar haar ook wel de Haladin genoemd.
- het Huis van Hador (ook wel Huis van Marach), het derde huis en numeriek het sterkst, geleid door Marach.

Het eerste en het derde huis spraken een gemeenschappelijke taal, het Taliska, die later zou evolueren tot het Adûnaisch. De Edain kregen van de Noldor land in Ladros (het rijk van het Huis van Bëor), Dor-lómin (het rijk van het Huis van Haldor) en Brethil (het land van de Haladin). De Edain vormden voor de Eldar welkome versterkingen in de strijd tegen Morgoth.
In het jaar 587 van de Eerste Era werd Morgoth door de Valar verslagen in de Oorlog van Gramschap. De trouw van de Edain aan de Elfen en de Valar werd beloond. Speciaal voor hen werd uit Belegaer een eiland, Númenor, geschapen.

### Donkerlandersen aanverwante volkeren
In het westen van Midden-aarde, tussen de rivieren de Isen en de Baranduin, woonden de Donkerlanders. Zij stamden af van de Haladin, Edain uit de Eerste Era. Het merendeel van de Haladin ging niet mee naar Númenor aan het begin van de Tweede Era. Anders dan de Huizen van Bëor en Haldor spraken de Donkerlanders geen aan het Adûnaisch verwante taal en toen Númenoreaanse kolonisten later in de Tweede Era in aanraking kwamen met de Donkerlanders herkenden zij hen niet als een broedervolk. De Númenoreanen begonnen zich te vestigen in Vinyalondë en hakten de wouden waar de Donkerlanders woonden om. Dit wekte de haat van de Donkerlanders op. Toen Númenor verging, bleven de Donkerlanders vijandig tegenover de Dúnedain van Gondor en Arnor. Toen de Rohirrim zich later vestigden in Calenardhon kwamen ze in conflict met de Donkerlanders. In het derde millennium van de Derde Era namen de Donkerlanders Isengard in en ten tijde van de Oorlog om de Ring was de Westmark, het gebied tussen de Isen en Adorn in hun handen gevallen. Tijdens de Oorlog om de Ring schaarden de Donkerlanders zich achter Saruman in diens pogingen Rohan te veroveren en de Ene Ring voor zichzelf te claimen.
De Mensen van de Ered Nimrais, die een eed van trouw zwoeren aan Isildur, deze later braken en vervloekt werden stamden van de Donkerlanders af. Ook de Mensen van Breeg stamden van hen af, maar zij integreerden volledig in de maatschappij van Arnor.

### Wozen
De Wozen (door de Elfen de Drúedain genoemd) leefden in de Eerste Era in Brethil tussen de Haladin en een hechte band ontstond tussen de Haladin en de Wozen. Hun gestalte was klein en gedrongen. In de Tweede Era gingen enkele Wozen met de meerderheid van Edain mee naar Númenor, maar het merendeel van de Wozen bleef in Midden-aarde wonen. Na de val van Númenor is er nooit meer iets van de Númenoreaanse Wozen gehoord. In Midden-aarde ontwikkelden de Wozen zich tot een mensenschuw volk. Anders dan hun verre verwanten, de Donkerlanders, zonderden de Wozen zich af van de buitenwereld in plaats van te vechten tegen hun vijanden. In de Derde Era was hun bevolkingsaantal geslonken tot enkele kleine groepen in het Drúadanwoud, vlak bij Rohan in Anórien, en Drúwaith Iaur, vlak bij Andrast.
Ze waren een rare verschijning voor de Rohirrim, die jacht op hen maakten. In de Oorlog om de Ring vochten ze echter tegen de Orks door giftige pijlen te gebruiken. Toen het leger van Rohan onderweg was om Minas Tirith te ontzetten, verdwaalde het leger. De Wozen wezen het leger de weg naar Minas Tirith en de Wozen speelden hiermee een belangrijke rol tijdens de Oorlog. Na de Oorlog wees Aragorn Elessar het Drúadanwoud aan de Wozen toe.

### Haradrim

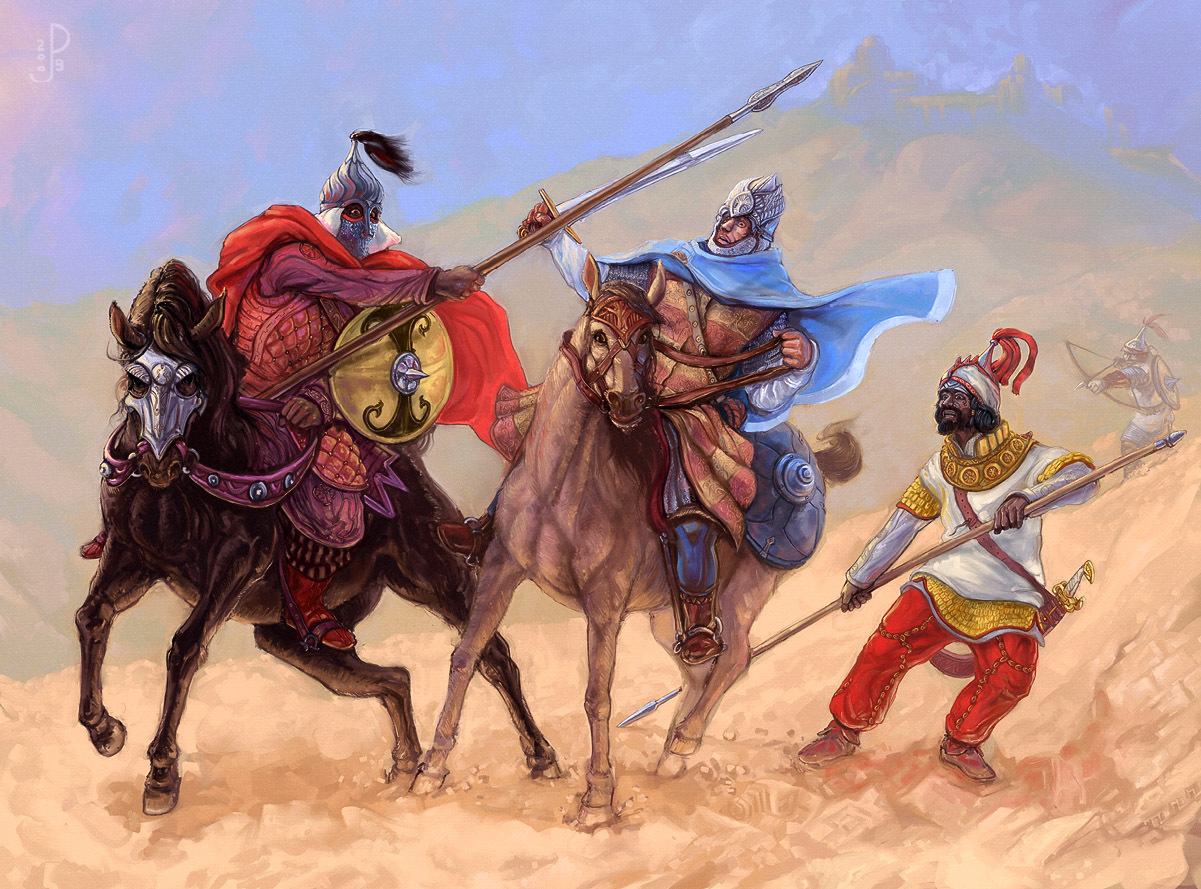
Een soldaat van Gondor in een hinderlaag van Haradrim

In het zuiden van Midden-aarde woonden de Haradrim. Zij worden in de werken van Tolkien beschreven als Mensen met een donkere huid. Anders dan de Edain trokken de Haradrim niet naar het westen. Omdat ze ver van de Elfen woonden vielen de Mensen van Harad al snel onder de invloed van Morgoth en Sauron. Aan het einde van de Tweede Era vochten de Haradrim aan de kant van Sauron in de Oorlog van het Laatste Bondgenootschap. Sauron waardeerde de Mensen van Harad vooral vanwege hun Mûmakil (oorlogsolifanten).
In de Derde Era maakten de Haradrim regelmatig de landen van Gondor, vooral Ithilien, onveilig. Ze sloten bondgenootschappen met de Zwarte Númenoreanen die in Umbar leefden. Nadat Umbar werd veroverd door Gondor nam de invloed van de Haradrim af. In het jaar 1050 van de Derde Era werden de Haradrim verpletterend verslagen door Hyarmendacil I van Gondor, wiens naam Overwinnaar van het Zuiden betekende. De Haradrim roerden zich pas weer in het jaar 1944 van de Derde Era, toen ze samen met de Oosterlingen Gondor bijna onder de voet liepen. De generaal (en later koning van Gondor) Eärnil versloeg hen echter. Nadat de koningen van Gondor waren uitgestorven vielen de Haradrim nog regelmatig Gondor binnen. In het jaar 2885 van de Derde Era sneuvelden de tweelingzonen van Folcwine van Rohan, Folcred en Fastred, in de slag van de Poros tegen de Haradrim.
In de Oorlog van de Ring vochten de Haradrim wederom voor Sauron. In de slag van de Velden van Pelennor was de aanvoerder van Saurons ruiterij een Man van Harad. Hij werd later door koning Théoden van Rohan gedood. Nadat Gondor deze veldslag gewonnen had, vochten de Haradrim de Slag van de Zwarte Poort uit tegen de legers van het Westen. Tijdens deze veldslag werd de bron van Saurons kracht, de Ene Ring, vernietigd. Hoewel de Orks van Sauron de hand aan zichzelf sloegen of vluchtten, bleven de Haradrim dapper doorvechten. Uiteindelijk moesten ze zich overgeven aan Aragorn. Toen deze koning werd herstelde hij Gondors heerschappij over de Haradrim. Deze werden nu bondgenoten van Gondor. Dit bondgenootschap kwam er alleen door de vergevingsgezindheid van Aragorn Elessar, die alle Haradrim die op de velden van de Pelennor en aan de Zwarte Poort gevangen waren, vrijliet.

### Oosterlingen

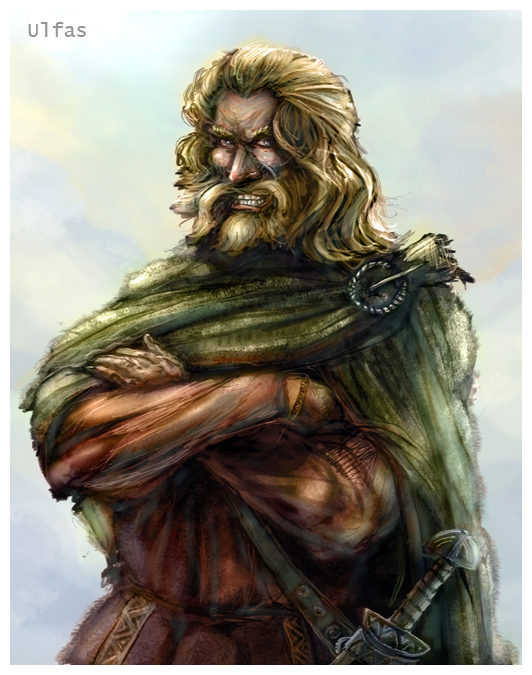
Ulfast, de oudste zoon van Ulfang

Van alle Mensen bleven de Oosterlingen het dichtst bij de stamlanden van de Mensen wonen, nabij de Zee van Rhûn. Het land waar zij woonden werd ook Rhûn genoemd. Door Tolkien worden ze als "donkere" mensen en volgelingen van Morgoth en Sauron afgeschilderd. Hoewel de Oosterlingen gedurende hun hele geschiedenis in Rhûn bleven wonen, zijn er evenwel in de Eerste Era enkele Oosterlingen naar Beleriand getrokken. Twee groepen Oosterlingen uit de Eerste Era werden nader beschreven. De ene groep werd geleid door Bór en zijn zonen Borlach, Borlad en Borthand. Zij zwoeren trouw aan Maedhros en kregen land toegewezen. De andere groep werd geleid door Ulfang de Zwarte en zijn zonen Ulfast, Ulwarth en Uldor de Vervloekte. Zij zwoeren trouw aan Caranthir. Gesterkt door deze versterkingen besloten de elfen en de Edain ten strijde te trekken tegen Morgoth. Uiteindelijk kwam het tot een treffen dat bekend werd onder de naam Nirnaeth Arnoediad ofwel de Slag van de Ongetelde Tranen.
In deze slag speelden de Oosterlingen een cruciale en tragische rol. De strijd tegen Morgoth was hevig omdat deze gesteund werd door draken. Desondanks leken de elfen en de Edain aan de winnende hand te zijn, maar net toen Maedhros met versterkingen onderweg was om de genadeklap uit te delen werden hij en zijn leger aangevallen door Ulfang en zijn zonen. Zij pleegden een gruwelijke daad van verraad, later het "Verraad der Mensen" genoemd. Door deze daad verloren de elfen en de Edain uiteindelijk de veldslag met zeer grote verliezen. Toch kan men uit deze veldslag toch opmaken dat niet alle Oosterlingen inherent kwaad waren, omdat Bór en zijn zonen de elfen en de Edain trouw bleven en met hen ten onder gingen.
Nadat de Eerste Era met de Oorlog van Gramschap ten einde kwam, dienden de Oosterlingen in de Tweede en Derde Era Sauron. De enige bij naam genoemde Ringgeest, Khamûl, was in de Tweede Era een prominent leider onder de Oosterlingen. Samen met de Haradrim bevochten de Oosterlingen de troepen van het Laatste Bondgenootschap. Nadat Sauron voor het eerst verslagen was, waren het de Oosterlingen die als eerste weer in het offensief gingen. In het jaar 492 van de Derde Era werd de vrede die er in Gondor had geheerst sinds de val van Sauron ruw verstoord door een invasie van de Oosterlingen. Zij werden echter door de kroonprins van Gondor, Tarostar, verslagen en moesten grote gebieden prijsgeven. Uiteindelijk werd de prins toen hij koning was in een tweede invasie gedood. Hierna werd er ruim duizend jaar lang niets meer van de Oosterlingen vernomen. In het jaar 1240 van de Derde Era bracht koning Rómendacil II van Gondor de Oosterlingen een nederlaag toe. Toen de macht van Gondor taande hervatten de Oosterlingen hun aanvallen op het koninkrijk.
In het jaar 1944 van de Derde Era leverden de een groep Oosterlingen, de Wagenrijders, slag met de troepen van Gondor in de Slag van Dagorlad. Daar sneuvelden koning Ondoher en zijn beide erfgenamen in de strijd. Uiteindelijk werden de Oosterlingen door de nieuwe koning, Eärnil II, teruggedreven. Toen het bestuur van Gondor in handen kwam van de Stadhouders viel in het jaar 2510 van de Derde Era een nieuwe Oosterlingenfederatie, de Balchoth, Gondor binnen. De Oosterlingen slaagden erin het Gondoriaanse leger klem te zetten tussen de rivieren Celebrant en Limlicht. Slechts door de hulp van de Rohirrim werd Gondor gered.
Tijdens de Oorlog van de Ring vochten de Oosterlingen aan de kant van Sauron in de Slag van de Velden van Pelennor en de Slag van de Zwarte Poort. Na de val van hun heer bleven de Oosterlingen doorvechten, maar ook zij moesten uiteindelijk de heerschappij van Gondor dulden.

### Noordmannen
Van alle Mensen die niet naar Beleriand gingen, waren de Noordmannen het meest aan de Edain en de Dúnedain verwant. Zij werden door de Elfen en de Edain Middenmensen genoemd. Anders dan de Oosterlingen en de Haradrim werden de Noordmannen niet tot het kwaad verleid. De Noordmannen woonden in het Demsterwold en de dalen van de Anduin. De Noordmannen werden onderverdeeld in de volgende twee groepen:

#### Noordmannen vanRhovanion
De meeste Noordmannen woonden in het zuiden van het Demsterwold (de Bosmensen) en in het land direct ten zuiden en oosten daarvan, Rhovanion. In de Derde Era werden de Noordmannen van Rhovanion bondgenoten van Gondor. Toen Gondor zich tot over de Anduin uitbreidde werden de Noordmannen trouwe onderdanen van Gondor. In het tweede millennium van de Derde Era werd Rhovanion zelf een machtig koninkrijk.
Rómendacil II van Gondor stuurde zijn oudste zoon, Valacar, naar de koning van Rhovanion, Vidugavia. Valacar hield van Rhovanion en van de dochter van Vidugavia, Vidumavi. Samen kregen ze een zoon, Vinitharya. Toen deze zoon de troon van Gondor besteeg onder de naam Eldacar brak de Broedertwist uit omdat zijn Númenoreaanse bloed gemengd was met dat van de Noordmannen. Met steun uit Rhovanion wist Eldacar zijn troon te heroveren.
Toen de macht van Gondor afnam werden de Noordmannen onderworpen door de Wagenrijders. Rhovanion kwam nog enkele malen in opstand, maar bleef onder het juk van de Oosterlingen zuchten. Tot de Noordmannen worden ook de Mensen van Dal en Esgaroth gerekend.
De Bosmensen worden in In de Ban van de Ring een rol door Gandalf genoemd omdat zij geplaagd werden door Gollum net voor de Oorlog om de Ring.

#### Rohirrim
Een enkele groep Noordmannen was na de inval van de Wagenrijders op de vlucht geslagen. Zij noemden zich de Éothéod en vestigden zich in de noordelijke dalen van de Anduin. Daar verwierven ze faam als paardrijders en -fokkers. Toen de Balchoth in het jaar 2510 van de Derde Era Gondor dreigde te vernietigen, stuurde Stadhouder Cirion van Gondor boodschappers naar de Éothéod om hulp te vragen. Net toen de situatie hopeloos dreigde te worden, viel koning Eorl de Jonge de achterhoede van de Balchoth aan. De Oosterlingen werden verslagen en uit dank schonk Cirion de provincie Calenardhon aan Eorl en zijn volk.
In Calenardhon stichtte Eorl het koninkrijk Rohan en zijn volk werd bekend als de Rohirrim. Het koninkrijk Rohan kwam regelmatig in conflict met de Donkerlanders in het Westen. Ook deed Rohan regelmatig het bondgenootschap met Gondor gestand in de strijd tegen onder meer de Haradrim.
Tijdens de Oorlog van de Ring maakten de Rohirrim, na de Dúnedain van Gondor, het grootste deel uit van de strijdkrachten van het Westen. Voordat zij hun bondgenoot te hulp konden schieten moesten ze eerst een aanval van Saruman op hun koninkrijk afslaan. Tijdens de Slag van de Velden van Pelennor waren de Rohirrim van doorslaggevend belang. Hun koning, Théoden, weerde zich kranig, maar kwam uiteindelijk om. Onder leiding van zijn neef, Éomer, namen de Rohirrim deel aan de Slag van de Zwarte Poort. Nadat Sauron verslagen was, heerste Éomer 63 jaar lang over Rohan. Net als de andere rijken der Mensen bloeide Rohan gedurende de gehele Vierde Era.

### Hobbits
Hoewel de Hobbits vaak als een eigen ras worden gezien, zijn ze strikt genomen kleine Mensen.

## Belangrijke Mensen

### Eerste Era
- Beren, zoon van Barahir
- Túrin Turambar, zoon van Húrin
- Tuor, zoon van Huor

### Tweede Era
- Elros Tar-Minyatur
- Ar-Pharazôn de Guldene
- De Ringgeesten, waaronder Khamûl de Oosterling
- Elendil, en zijn zonen Isildur en Anárion

### Derde Era
- Aragorn II, zoon van Arathorn II
- Beorn, de gedaanteverwisselaar
- Boromir en Faramir, de zonen van Denethor II van Gondor
- Éomer, neef van Théoden en broer van Éowyn
- Girion, de koning van Dal, en zijn kleinzoon Bard de Boogschutter